# Thank You (album de Diana Ross)
Pour les articles homonymes, voir Thank You.
Albums de Diana Ross
Diana Ross Sings Songs from The Wiz
(2015)
Singles
1. Thank You
Sortie : 17 juin 2021

Thank You est le vingt-cinquième album studio de la chanteuse américaine Diana Ross sorti le 5 novembre 2021 chez Decca Records. Il s'agit du premier album studio de l'artiste depuis I Love You en 2006, et son premier de chansons inédites depuis Every Day Is a New Day en 1999.  L'album a été écrit pendant les confinements liés à la pandémie de Covid-19 en 2020 et enregistré chez elle dans son studio.
Diana Ross a co-écrit les 13 morceaux et a travaillé avec l'auteur-compositeur et producteur Jack Antonoff, ainsi que Jimmy Napes, Tayla Parx et Spike Stent. Le premier extrait homonyme Thank You a été dévoilé en tant que single principal le 17 juin 2021.

## Liste des pistes
| 1.  | Thank You                | 3:45 |
| 2.  | If the World Just Danced |      |
| 3.  | All Is Well              |      |
| 4.  | In Your Heart            |      |
| 5.  | Just in Case             |      |
| 6.  | The Answer's Always Love |      |
| 7.  | Let's Do It              |      |
| 8.  | I Still Believe          |      |
| 9.  | Count on Me              |      |
| 10. | Tomorrow                 |      |
| 11. | Beautiful Love           |      |
| 12. | Time to Call             |      |
| 13. | Come Together            |      |